# Ford Model T
Ford Modelo T é um automóvel que foi desenvolvido e fabricado pela empresa norte-americana Ford, entre os anos de 1908 e 1927. Vigésimo modelo da marca, popularizou e revolucionou a indústria automobilística.

## Histórico
Em 1° outubro de 1908, a Ford lançou no mercado dos Estados Unidos o seu Modelo T, um veículo confiável, robusto, seguro, simples de dirigir e, principalmente, barato.
Qualquer um era capaz de dirigi-lo ou consertá-lo, sem precisar de motorista ou mecânico.
Como curiosidade relevante, o assoalho do veículo era confeccionado com a madeira e o aço da caixa na qual era transportado.
A fabricação ganharia notável incremento a partir de 1913, quando Henry Ford, inspirado nos processos industriais dos revólveres Colt e das máquinas de costura Singer, implantou a linha de montagem e a produção em série, revolucionando o setor. O T era o primeiro carro projetado para a manufatura.
Pode-se afirmar com segurança que a indústria automobilística começou a partir deste momento, pois até então, fabricado artesanalmente, o automóvel ainda era visto com desconfiança pelos americanos. Não passava de um brinquedo barulhento, perigoso e caro.
Antes destas inovações, um operário era responsável pela produção de todas as etapas. Após as mudanças, grupos de operários eram responsáveis por etapas distintas. Henry Ford criou um engenhoso sistema de esteira, que movimentava o carro em produção em frente aos operários, para que cada um executasse a sua tarefa. Isto aumentou em muito a produtividade, com uma unidade ficava pronta a cada minuto.
Como consequência o custo unitário caiu em relação aos concorrentes. E a queda de preço foi constante: em 1908, ano de seu lançamento, cada modelo custava US$ 850; em 1927, último ano de sua fabricação, o preço havia despencado para US$ 290.
Por estas razões, o T conquistou o público americano e de outros países. Em 1914 foi iniciada sua fabricação na Argentina. Em 1917 foi lançado o caminhão Modelo TT. Em 1919 a Ford se torna o primeiro fabricante de automóveis no Brasil, com a produção do carro e do caminhão dessa linha. Em 1920, mais da metade dos veículos que circulavam ao redor do mundo eram modelos T e podiam ser vistos até em países distantes, como Turquia e Etiópia.

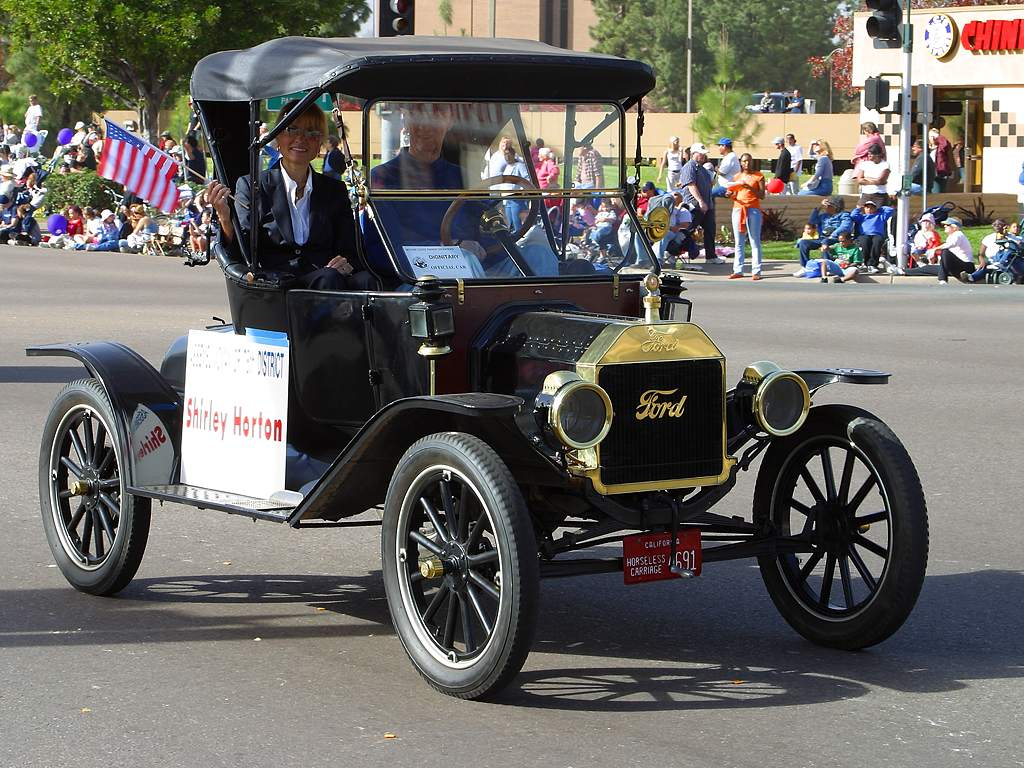
Um Modelo T ainda em atividade

Durante a Primeira Guerra Mundial, o Modelo T foi empregado amplamente, inclusive como ambulância, e correspondeu nas condições mais adversas.
A produção do Modelo T foi mantida até 1927. Alguns meses depois de realizar uma cerimônia para apresentação do carro nº 15 milhões, Henry Ford concluiu que era hora dele ceder o lugar a uma nova geração de produtos. O recorde de quase vinte anos de produção e mais de quinze milhões de unidades produzidas só foi superado em 1972, pelo Fusca.
Como parte das comemorações de seu centenário, em 2003, a Ford restaurou seis unidades. Uma versão de 2003, denominada Modelo T-100, foi fabricada totalmente à mão, sendo idêntica à original de 1914.

## Características

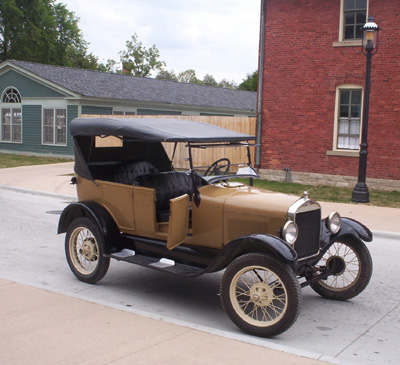
O modelo Ford T é o primeiro veículo montado em linha de produção.

### Estrutura
Era de madeira, coberto com chapas de aço, com altura suficiente para transpor com facilidade as precárias estradas da época.

### Pintura
Até 1914 o T foi fabricado em uma série de cores de acordo com a preferência dos consumidores. Em 1915, para cortar custos, o T passou a ser produzido exclusivamente na cor preta, situação que perdurou até 1926. Desta época, ficou célebre uma expressão de Henry Ford citada em sua autobiografia, My life and Work, "o carro é disponível em qualquer cor, contanto que seja preto", uma das medidas adotadas para diminuir os custos de produção e, portanto, de venda do produto, pois segundo ele também em sua autobiografia "o preço será tão baixo que nenhum homem fazendo um bom salário será incapaz de possuir um e desfrutar com sua família horas de prazer com a bênção de Deus em espaços abertos".
O objetivo de Henry Ford era um carro que qualquer um pudesse comprar. O seu preço era baixo, fator que aumentou a demanda. Enquanto isso, no departamento de pintura da Ford não havia lugar para a secagem de tantos automóveis fabricados, a solução foi adotar a cor preta por possuir uma secagem mais rápida. De fato, mesmo as tábuas das caixas que continham peças de montagem eram aproveitadas, sendo costumeiramente na cor preta, casavam com o veículo.

### Bancos
Os bancos estofados forrados de veludo não tinham regulação alguma. Há versões com forrações mais simples (tecido, couro) que se adequavam às varias carroçarias que a linha T possuía (picapes, camionetes, cupês e sedãs).

### Direção e painel
Primeiro carro da Ford com volante no lado esquerdo. Era considerado leve em relação a outros modelos. Como no câmbio, a redução se fazia por meio de uma engrenagem helicoidal. No painel havia amperímetro e hodômetro.

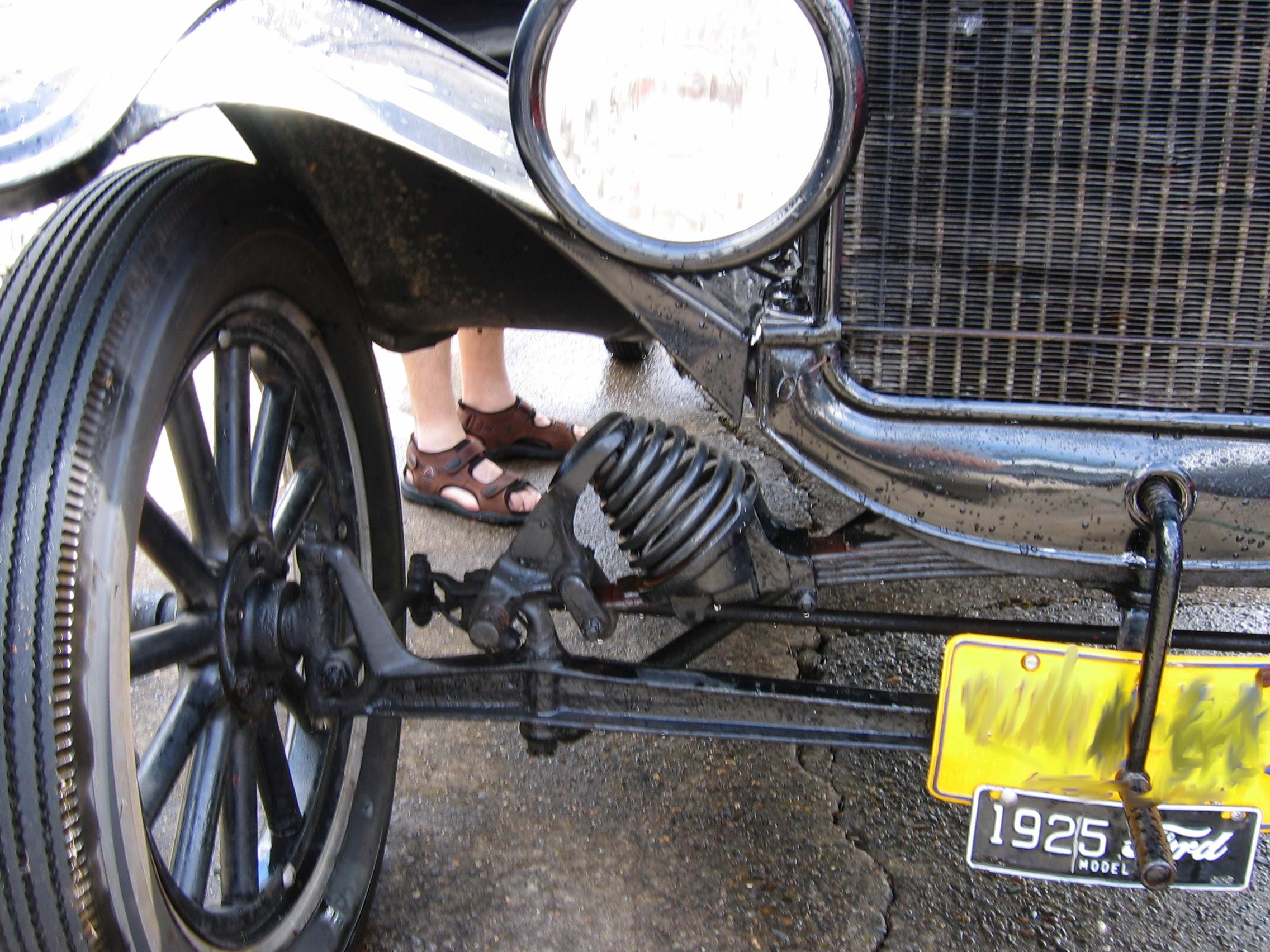
Detalhe da suspensão do Ford Model T

### Câmbio
Em vez de uma caixa tradicional com engrenagens cilíndricas, que eram ruidosas e se desgastavam facilmente, o T adotava engrenagens epicicloidais (como as das transmissões automáticas), em que as suas duas marchas para a frente e uma à ré eram selecionadas por meio de pedais. Porém, para funcionar, o freio de mão deveria estar na posição correta.

### Acelerador: o bigode
Ainda não era com o sistema de pedal, mas com uma alavanca junto ao volante, que formava par com outra, para ajustar o avanço de ignição. As duas alavancas, opostas, formavam a figura de um bigode, o que levou o "T" a ser chamado, no Brasil, de "Ford Bigode". Quando o nome pegou, os modelos fabricados no Brasil passaram a mostrar no ornamento do capô a figura de um bigode.

### Motor
Considerado muito resistente, com 2 900 cm³ de cilindrada e 17 cv de potência, dava uma velocidade máxima de 75 km/h.

### Freios
Freios a tambor acionados por varão, apenas nas rodas traseiras, pois à época acreditavam os engenheiros mecânicos que freios nas rodas dianteiras fariam o carro capotar.

### Tanque de combustível
Ficava sob o assento do passageiro da frente. Era preciso retirar o assento para abastecer. Posteriormente passou a ser instalado entre o painel e o cofre do motor, abastecido por fora do veículo.

### Opcionais
Exceto em alguns períodos e para alguns modelos, faróis e buzinas eram oferecidos como opcionais, mediante pagamento adicional. O farol auxiliar do motorista, elétrico, com controle interno, muito útil numa época de má iluminação pública, sempre foi oferecido como opcional.

## Galeria
Cronologia do modelo T

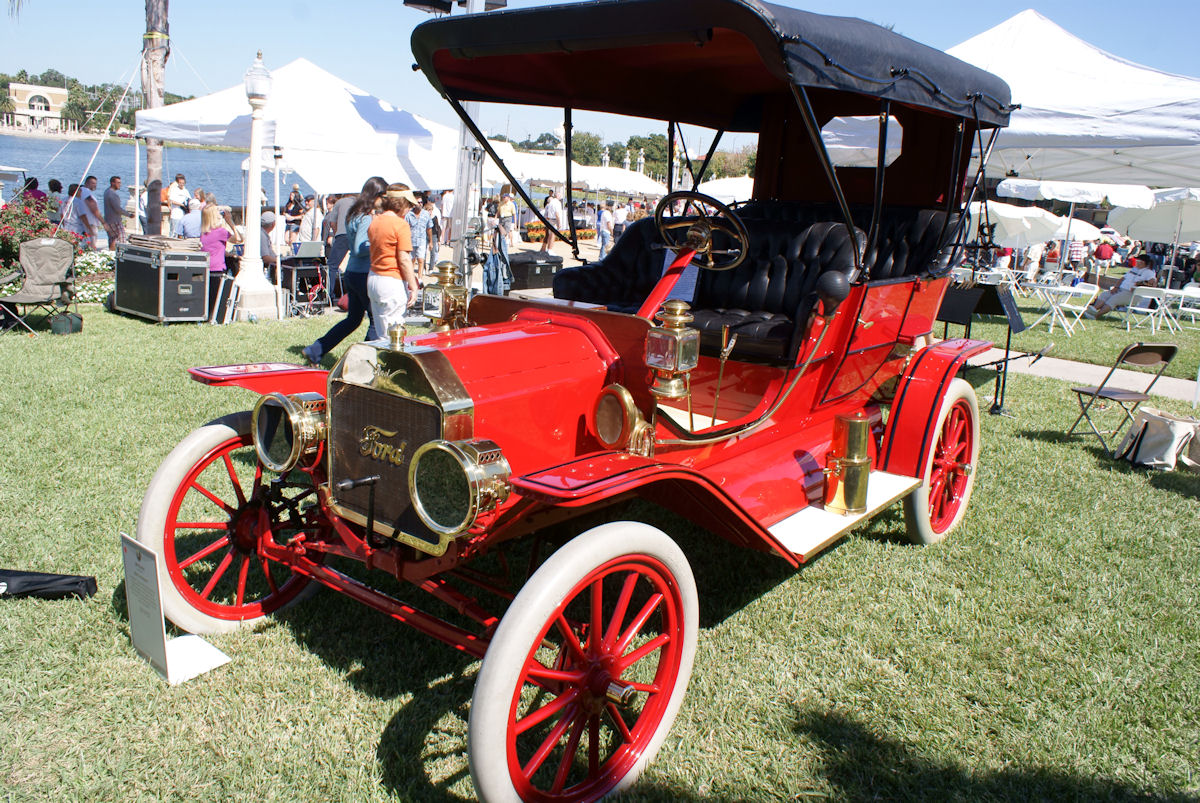
Turismo de 1909 (um exemplo muito antigo com controle de dois pedais e duas alavancas)
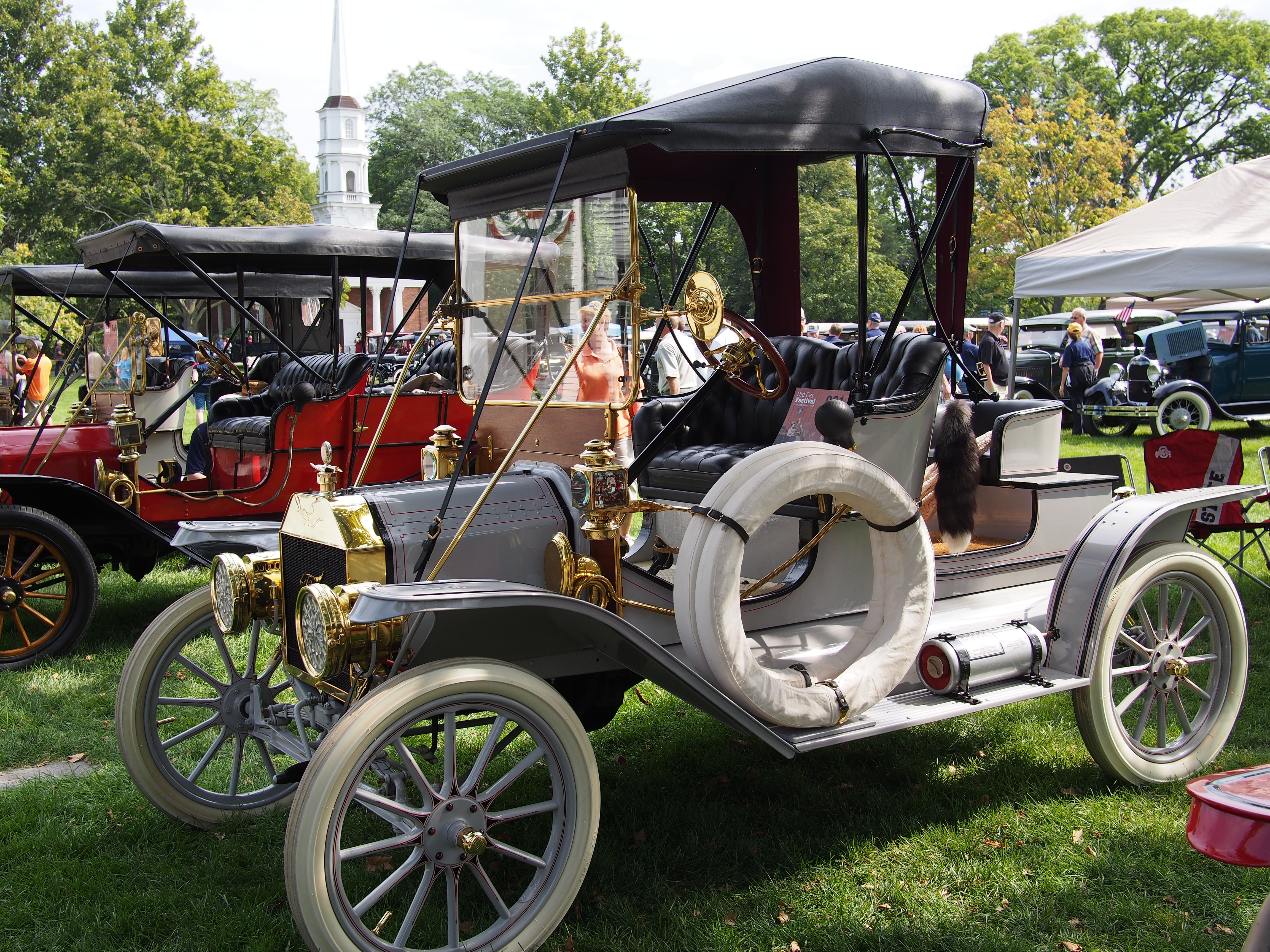
1909 roadster
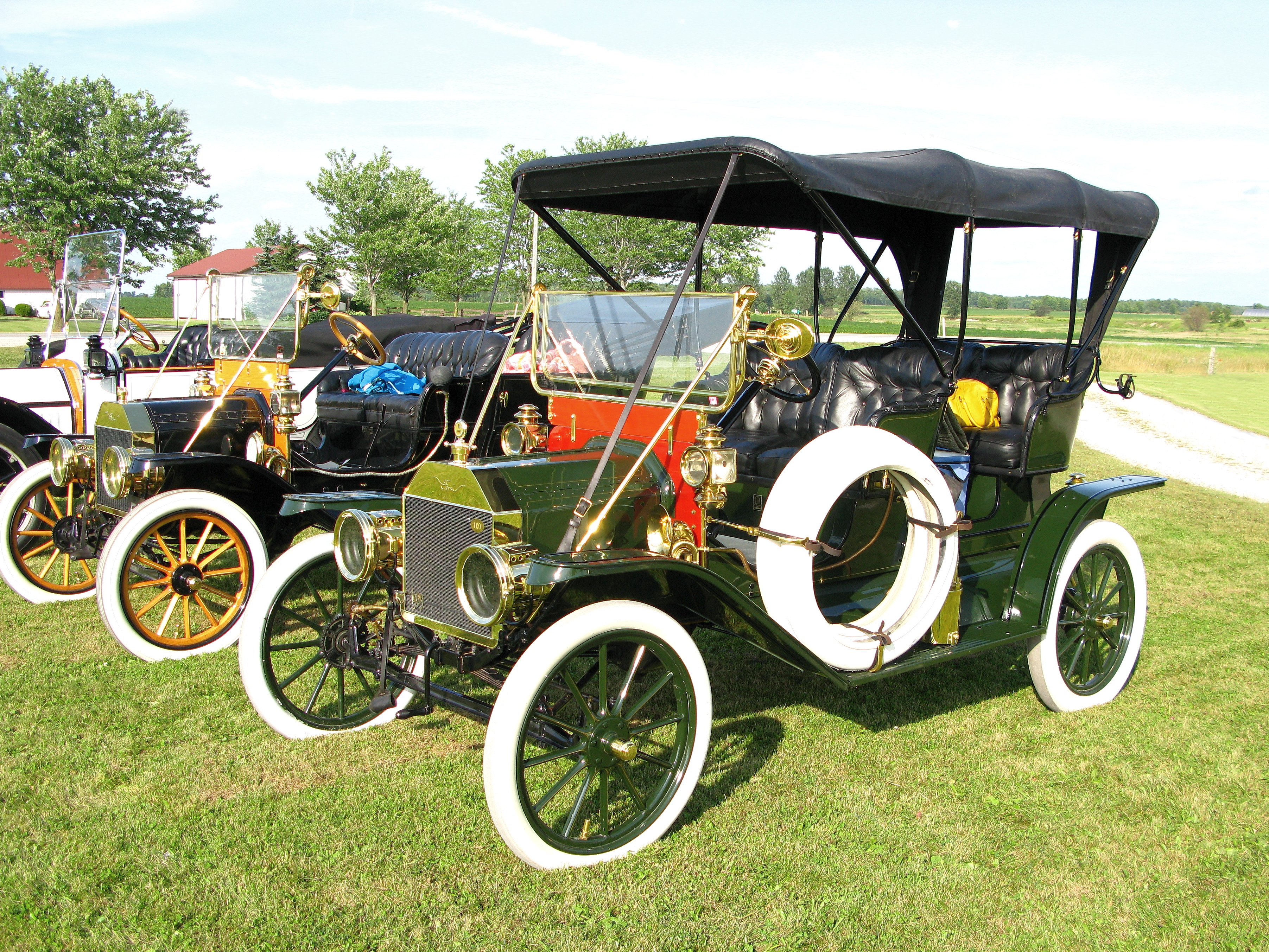
Tourabout de 1909 (como o touring, mas sem portas traseiras)
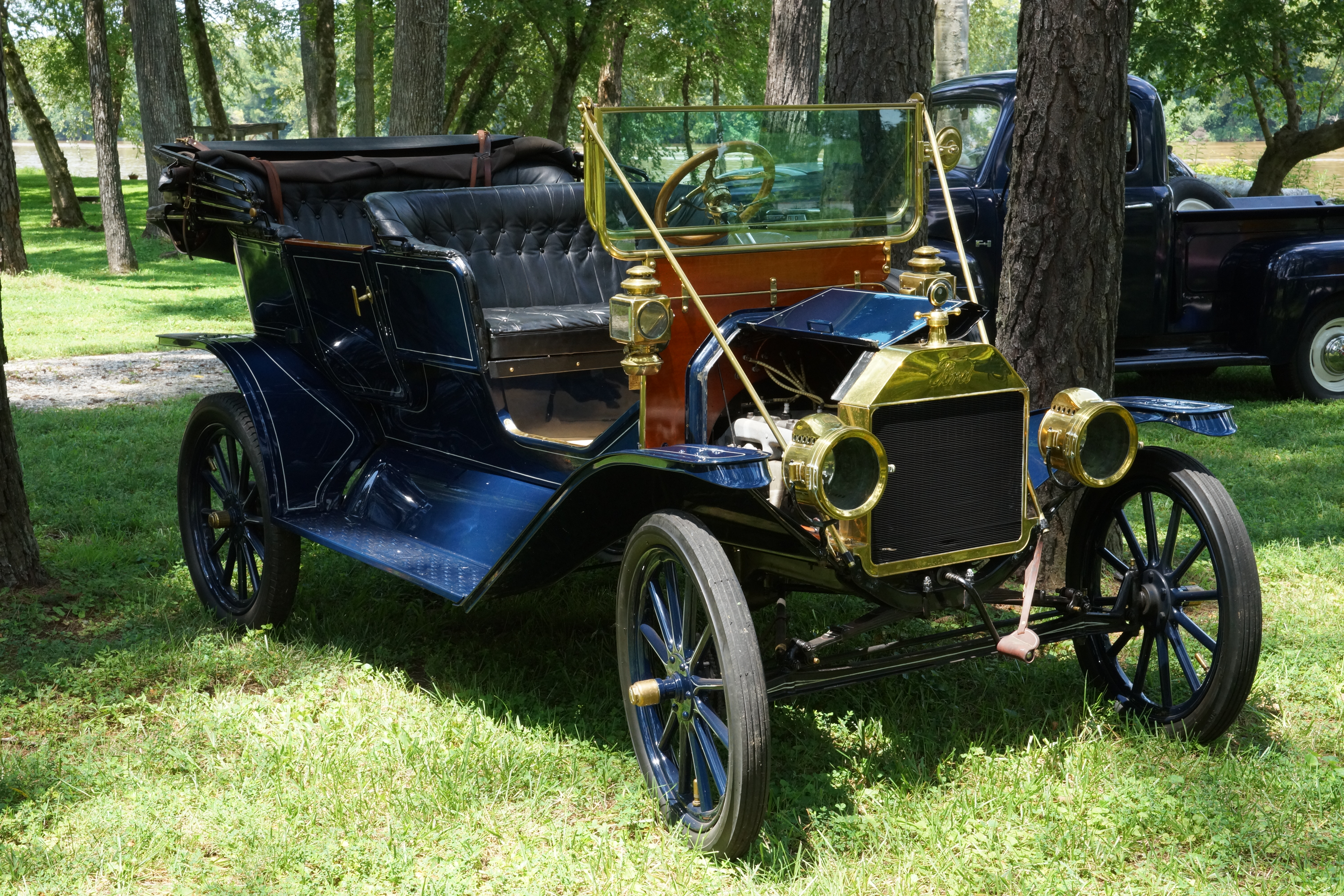
1911 touring
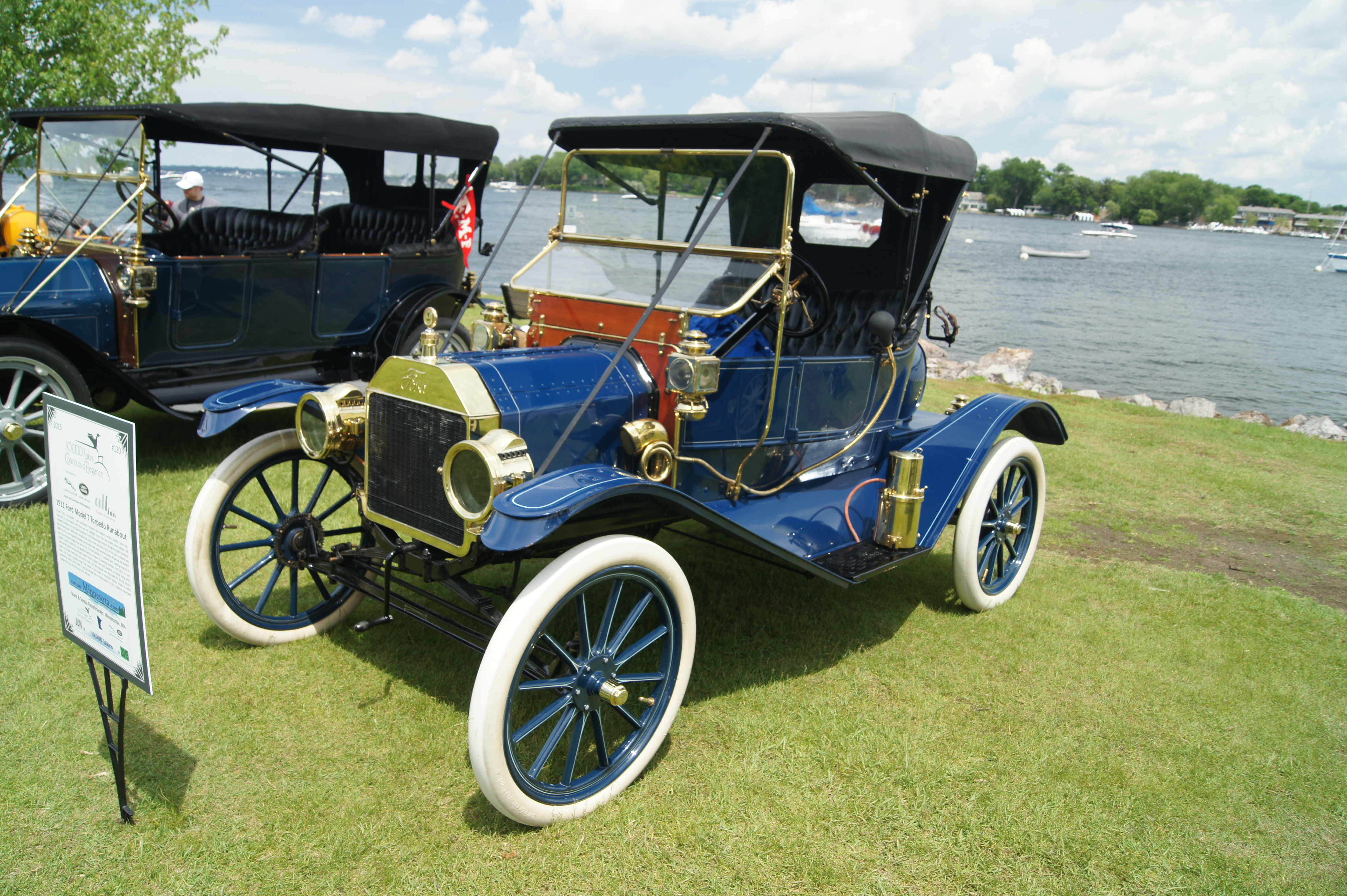
Torpedo Runabout 1911
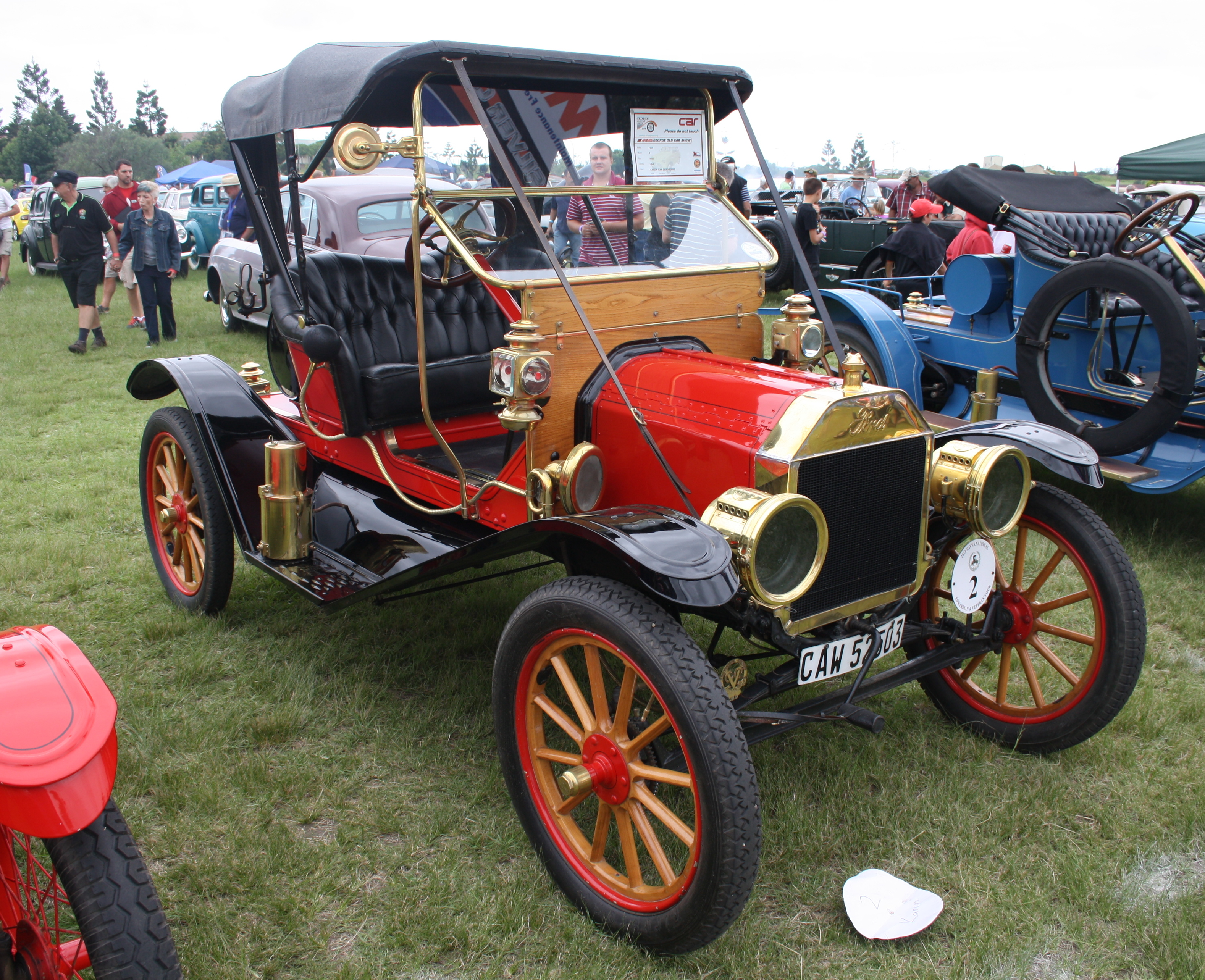
1911 Open Runabout
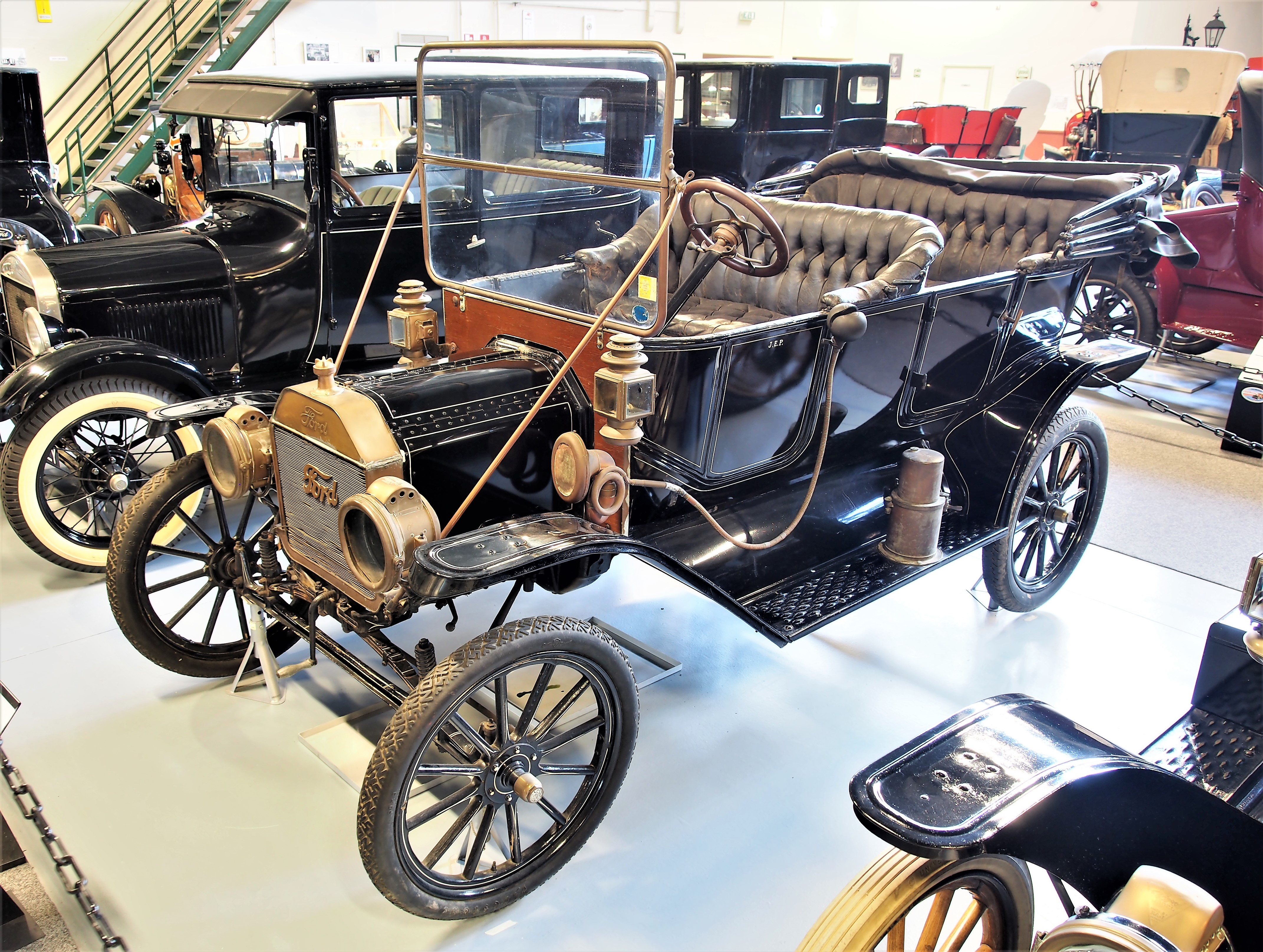
1912 touring
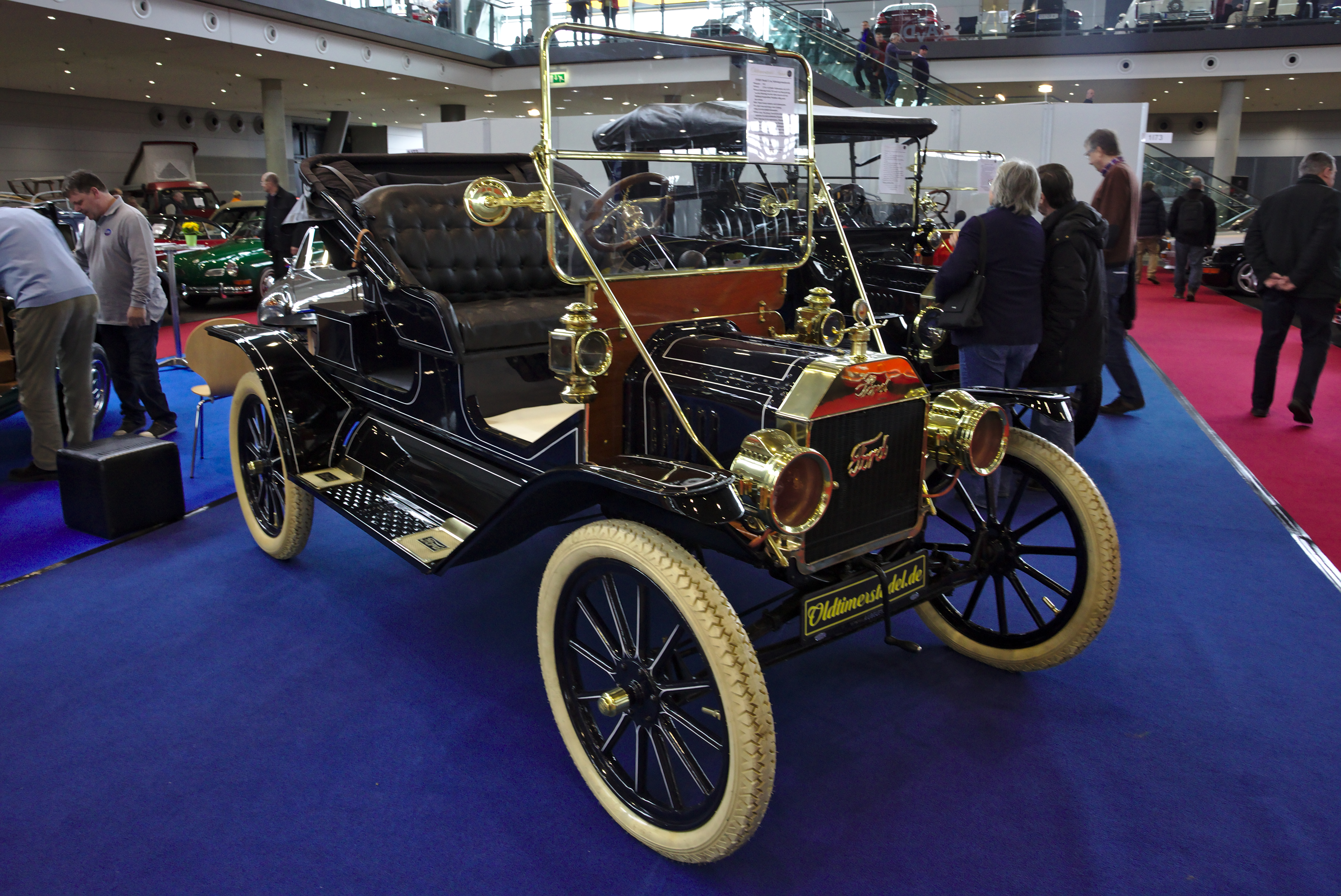
Roadster comercial de 1912
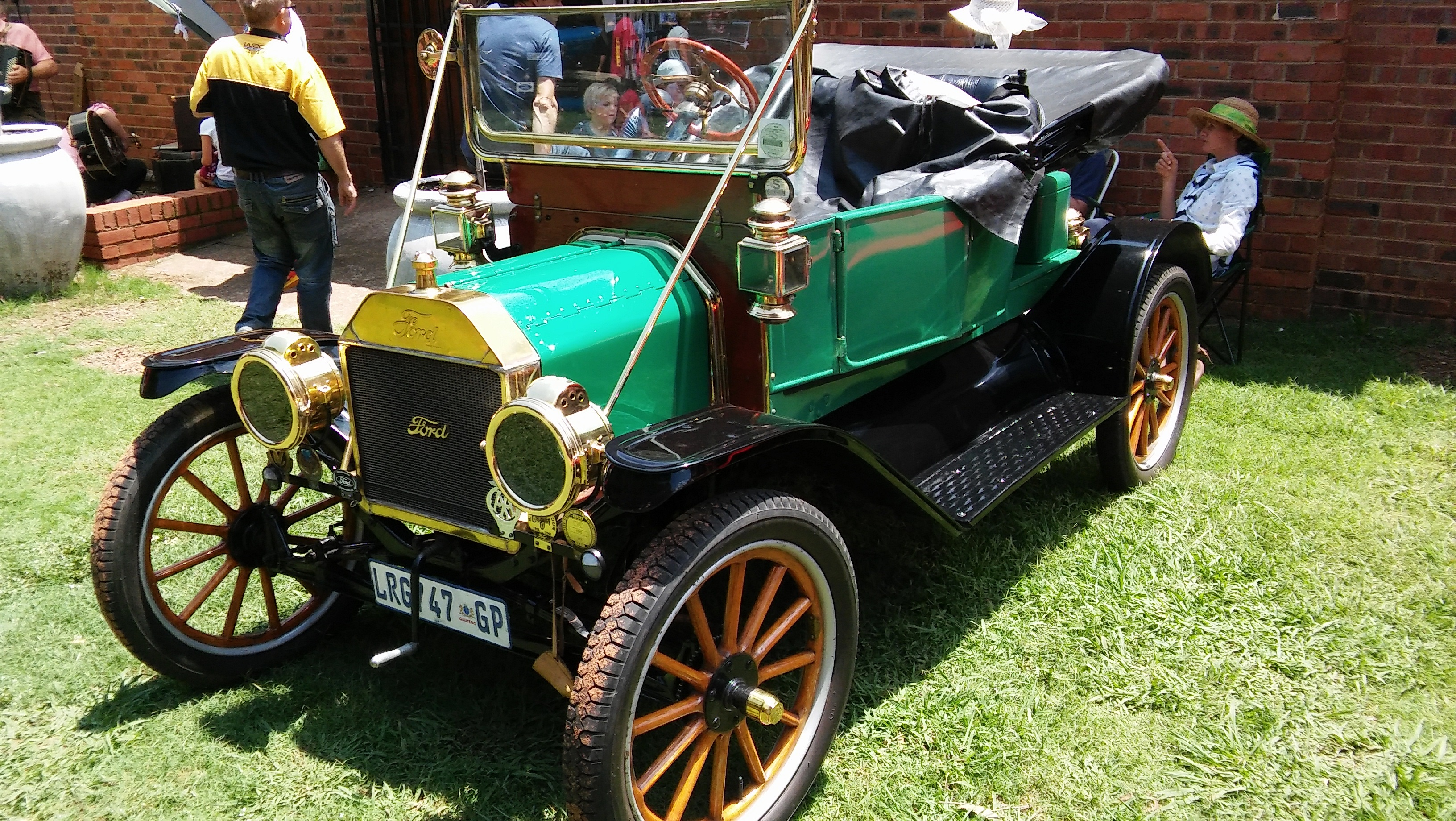
1912 Torpedo Runabout
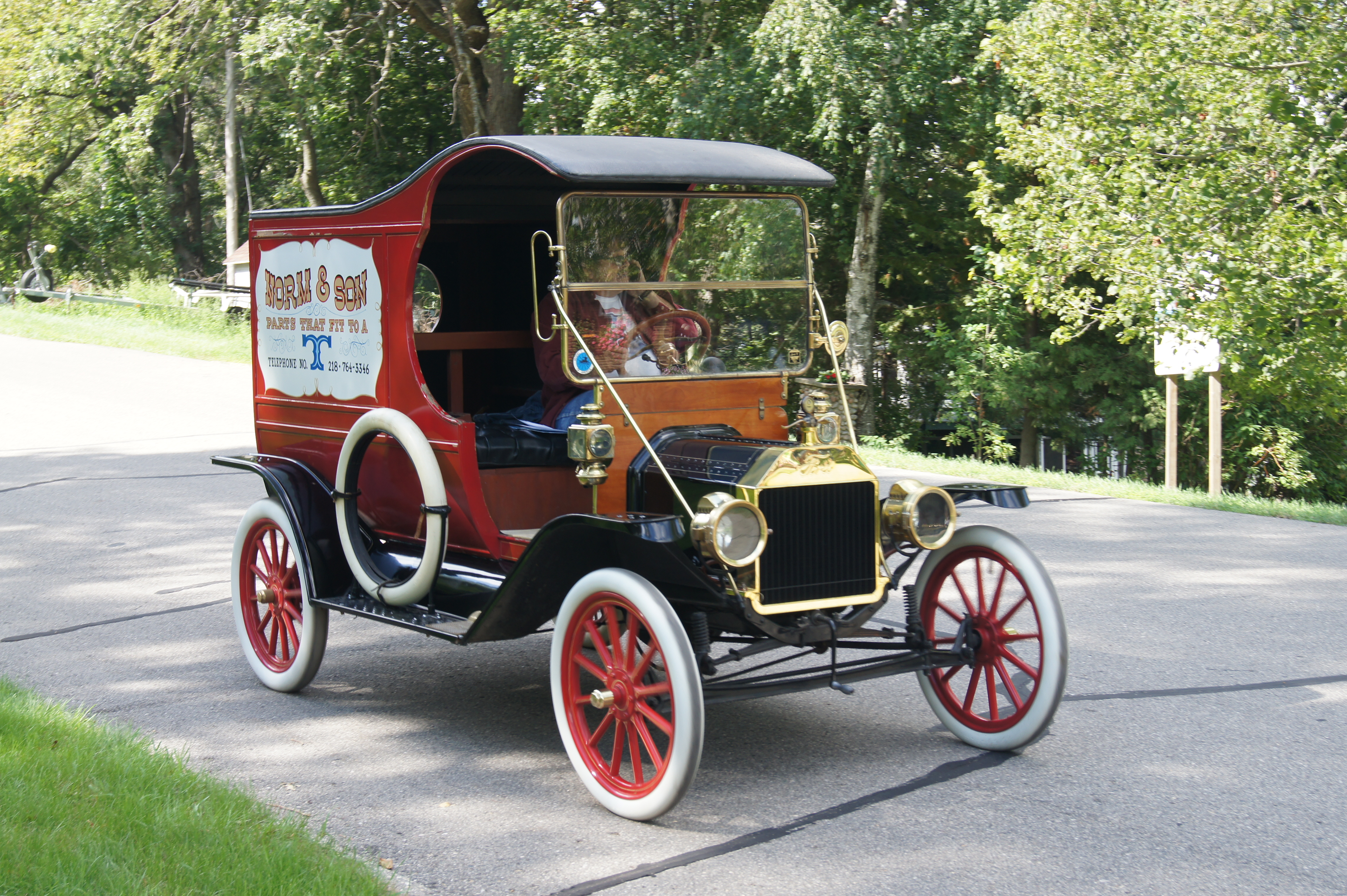
Carro de entrega 1912
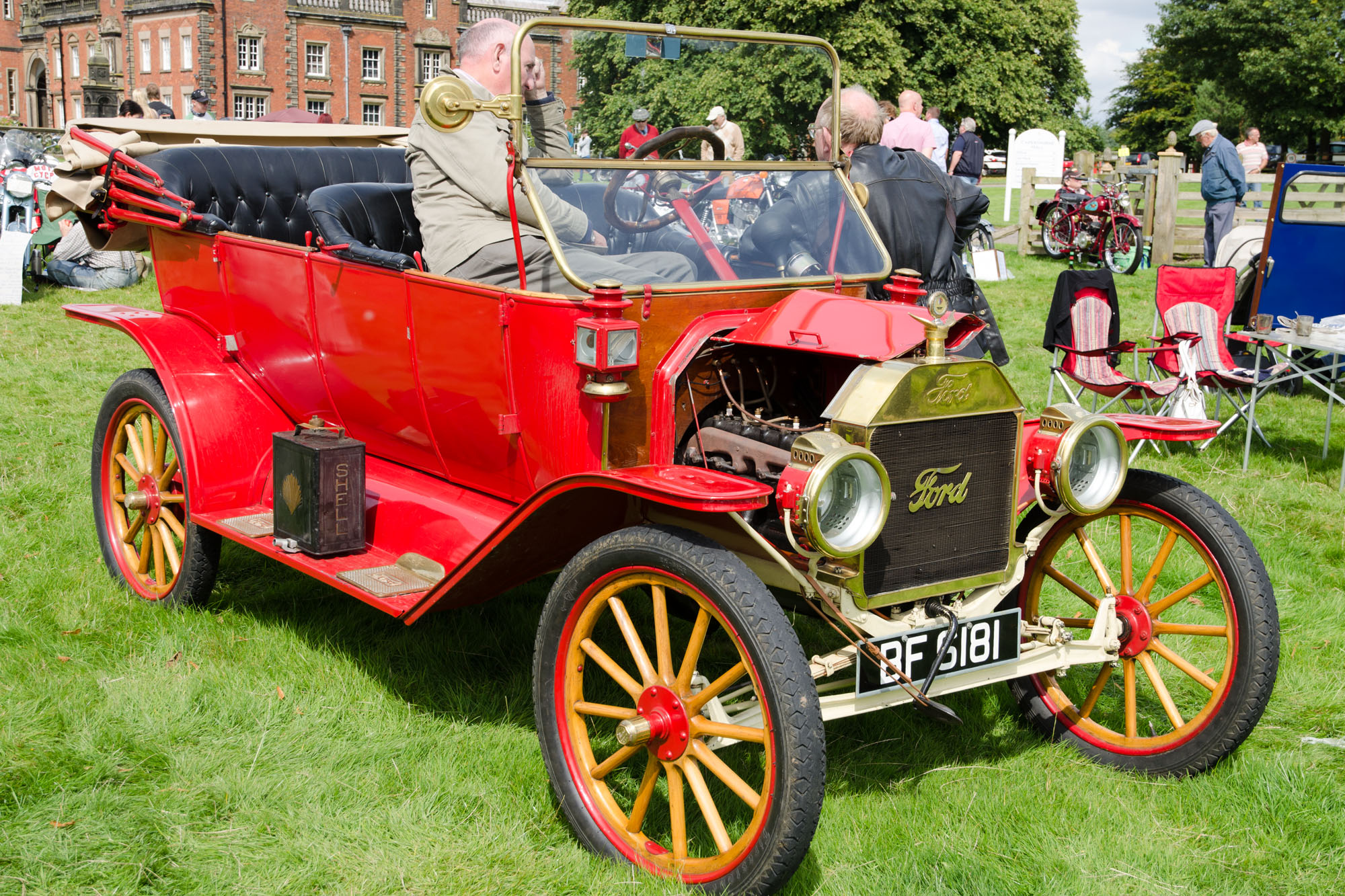
1913 Touring
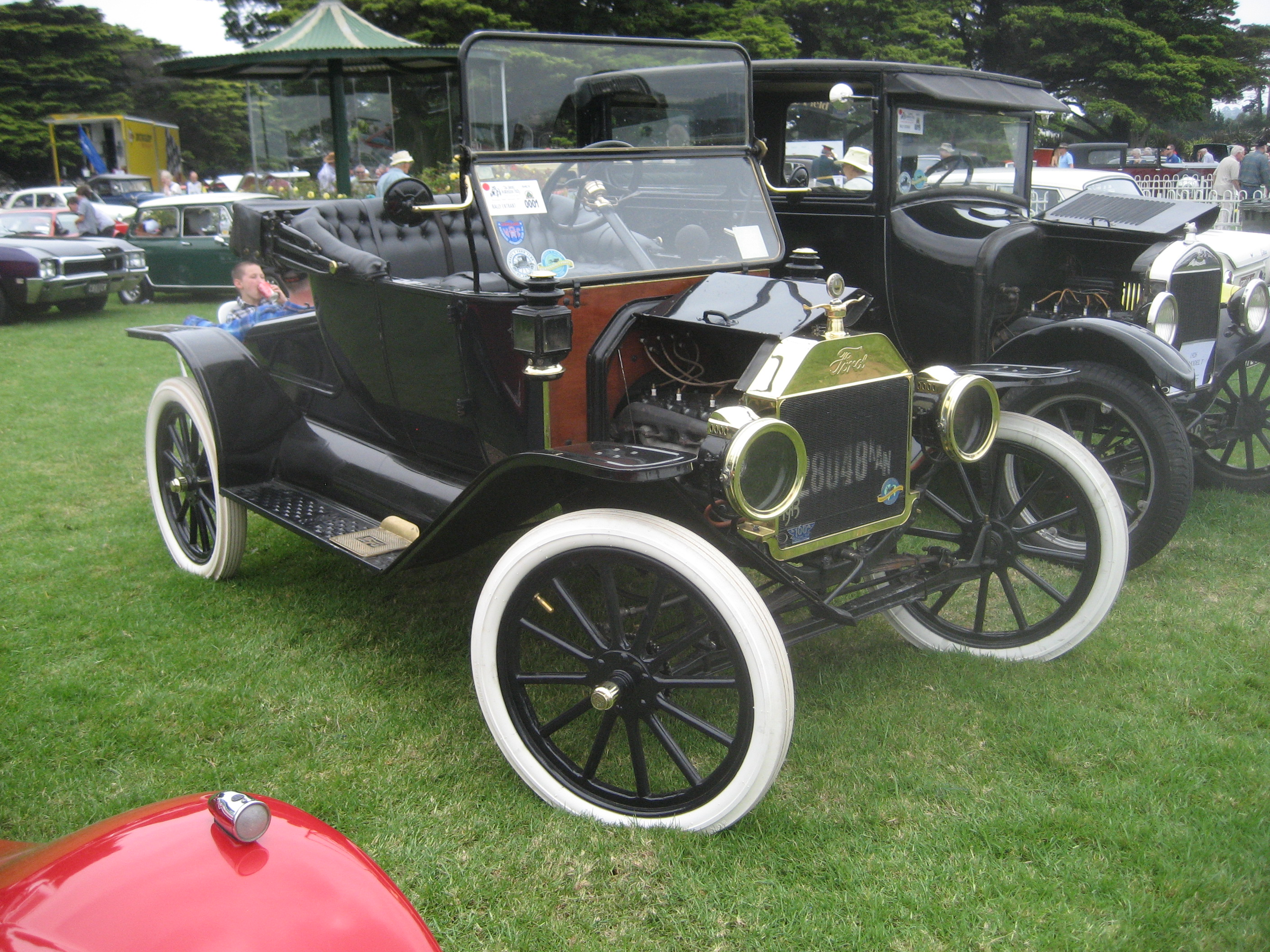
1913 Runabout
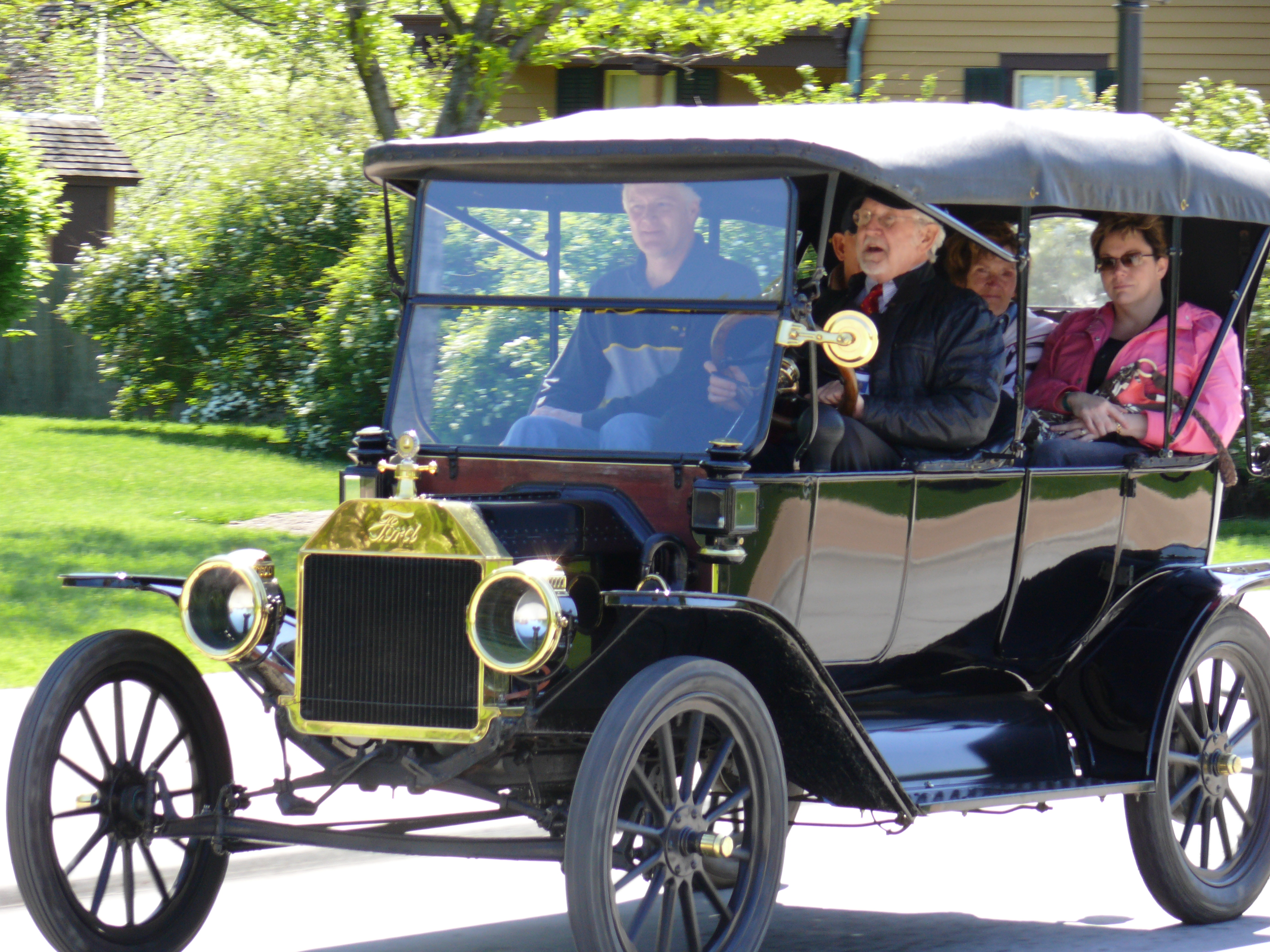
1914 touring
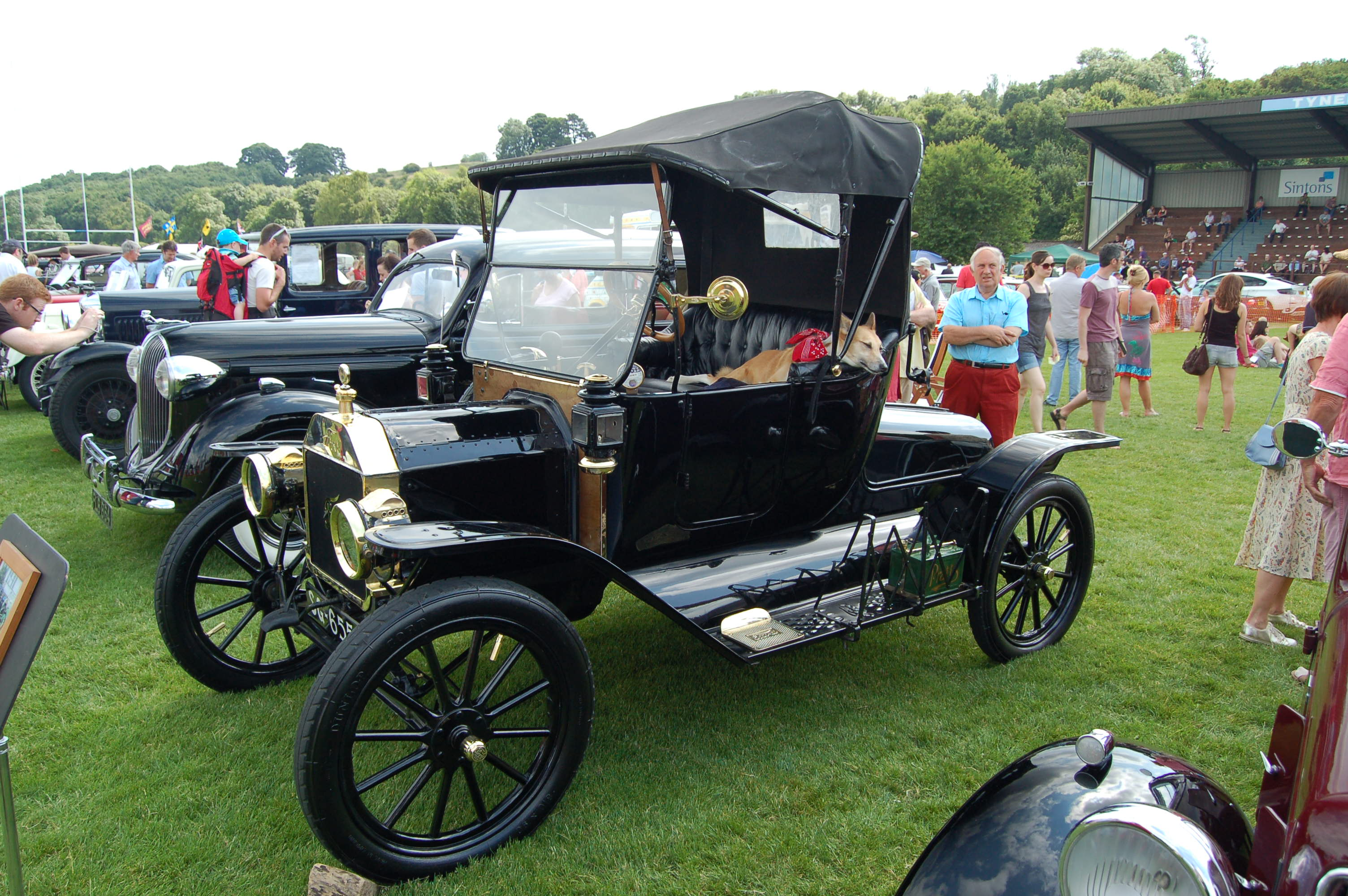
1914 Runabout
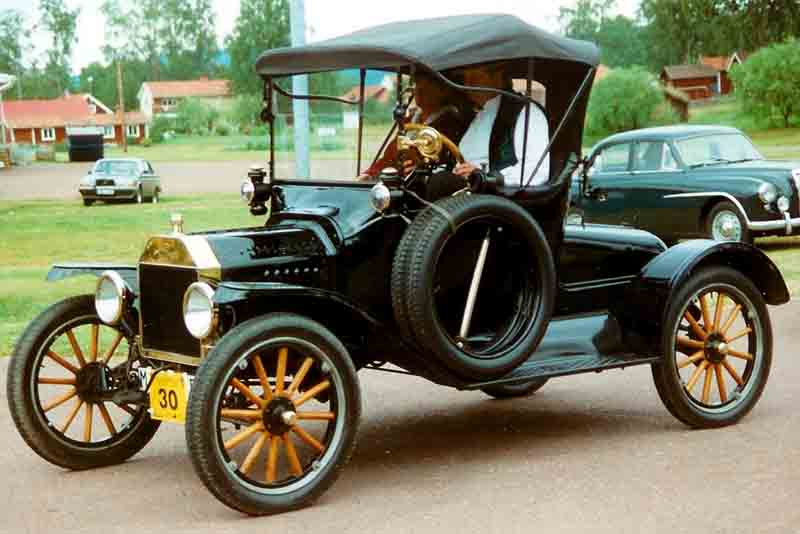
1915 Runabout - com painel de capuz curvo
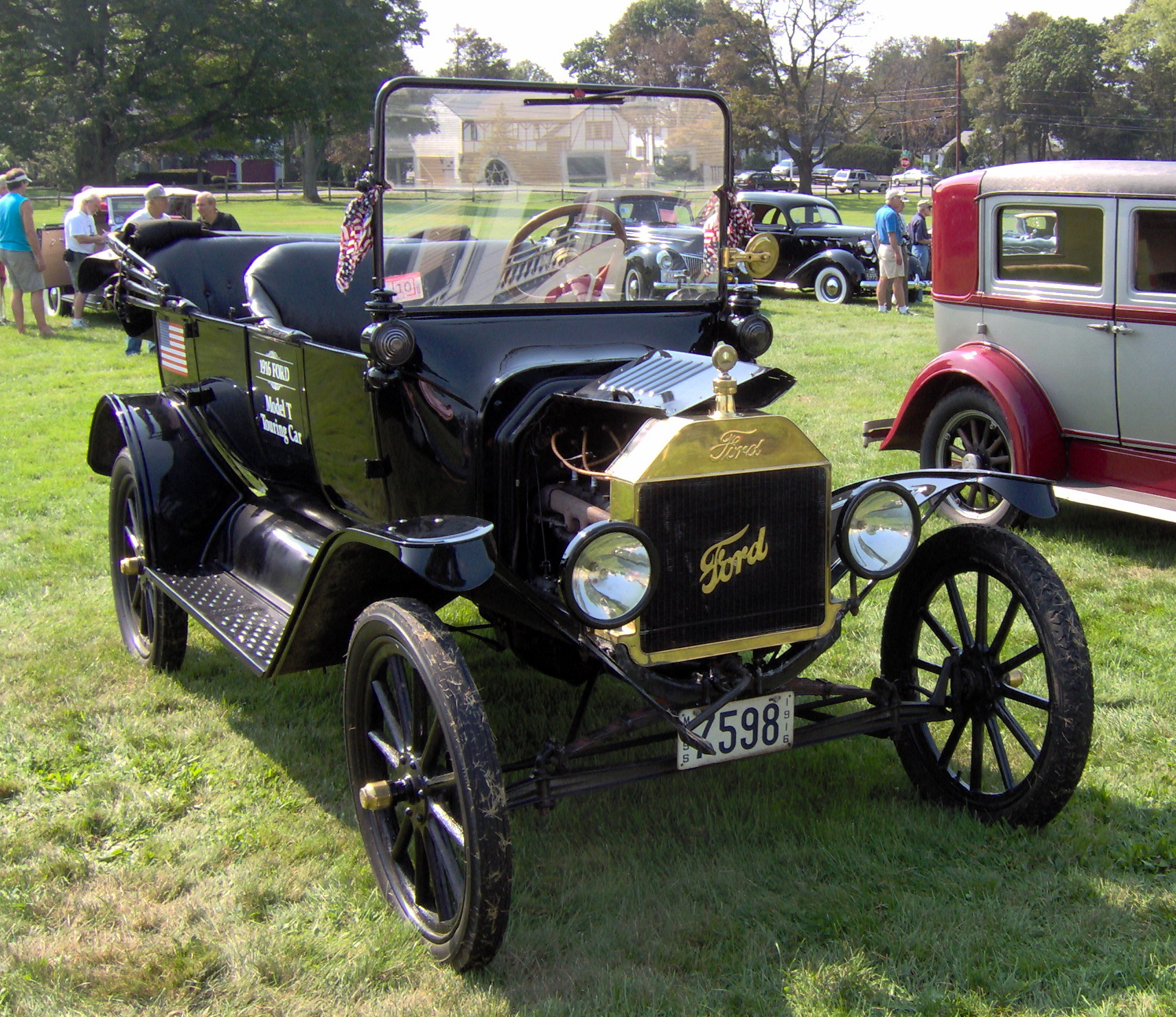
1916 touring
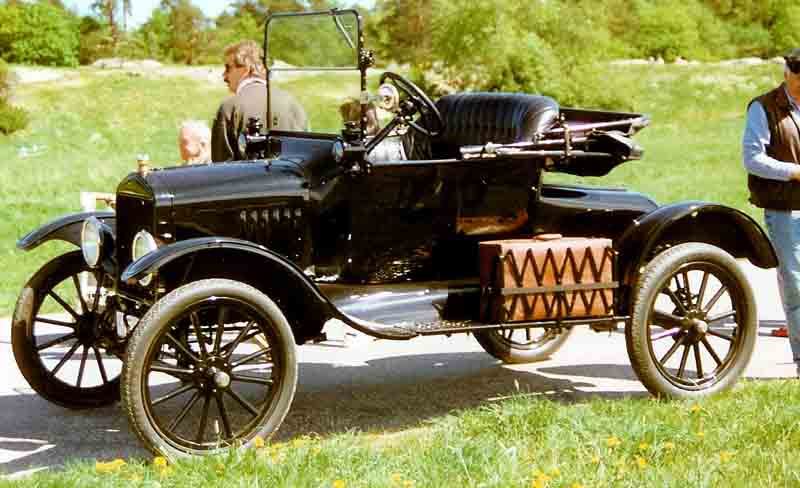
1917 Runabout - com novo capô curvo combina com o painel da capota
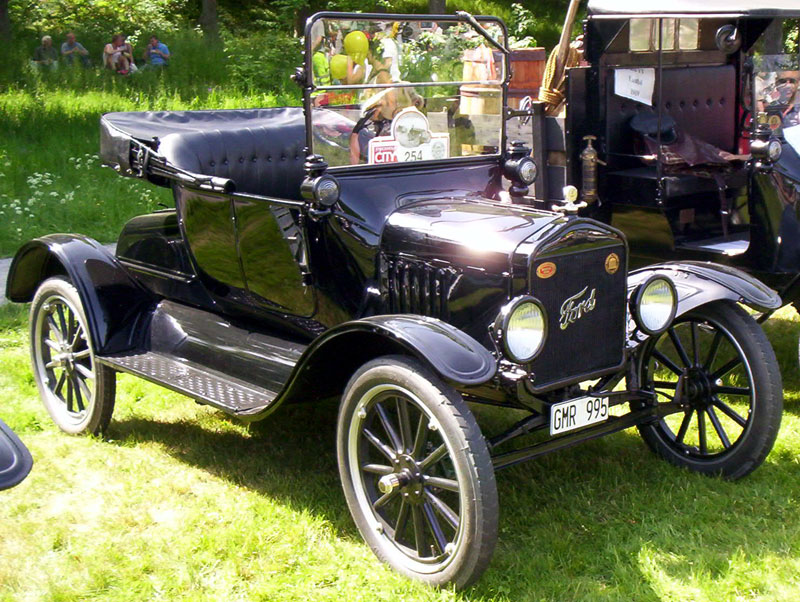
1919 Runabout
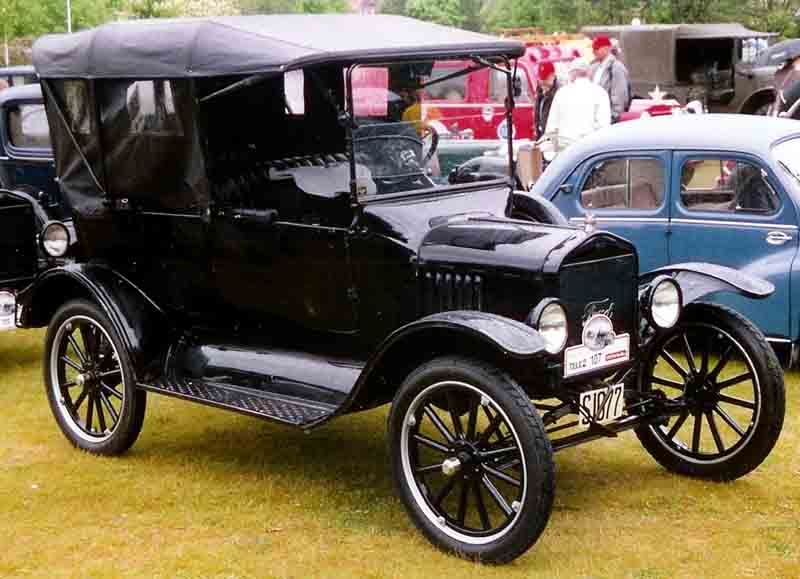
1920 touring
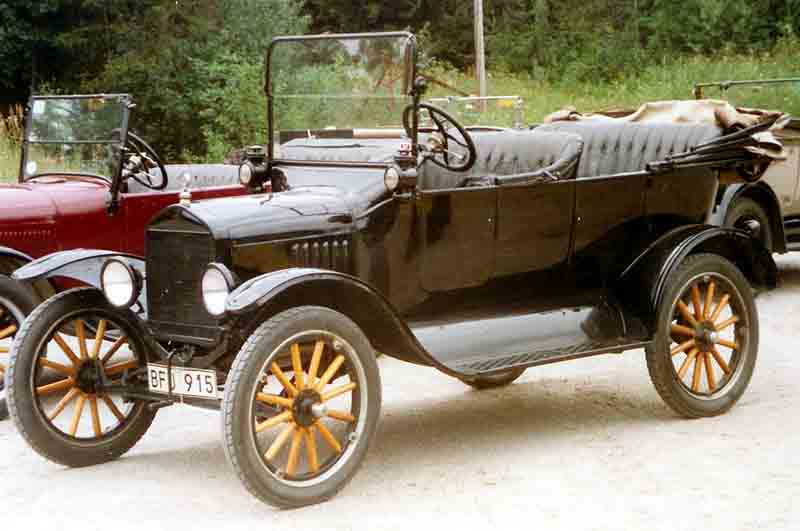
1921 touring
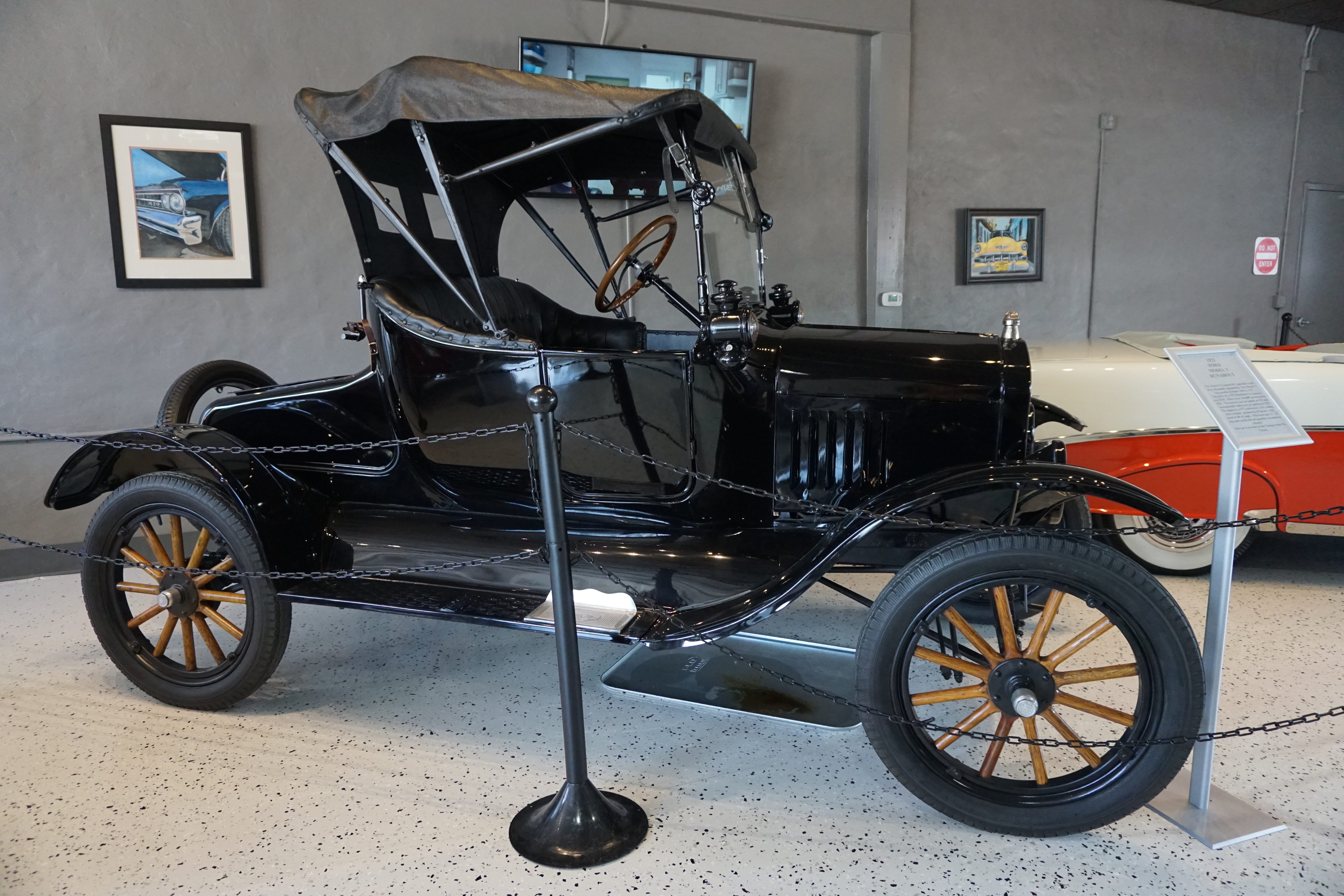
1922 Runabout
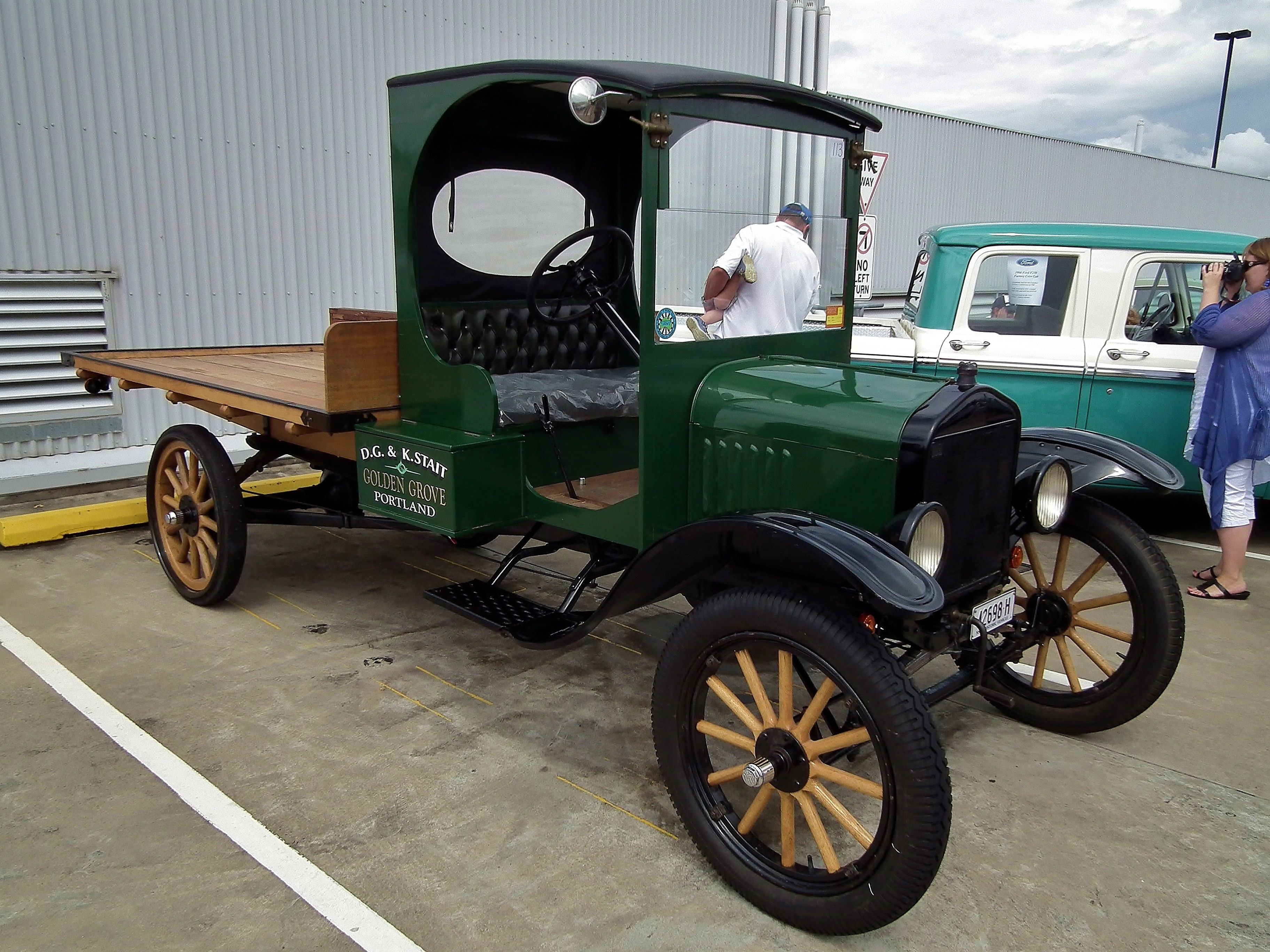
Caminhão-plataforma 1922
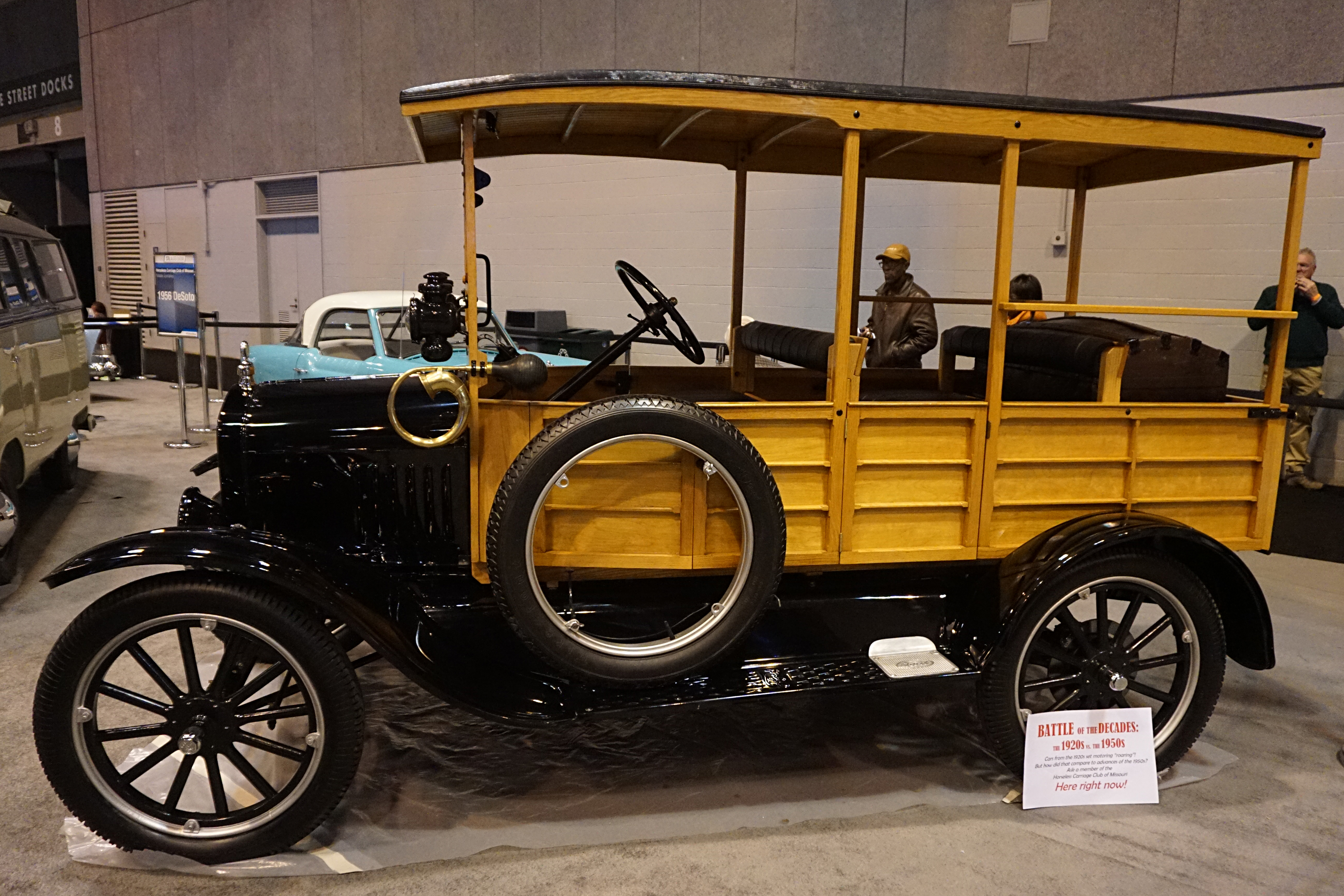
Hack de depósito do Ford Modelo T de 1923
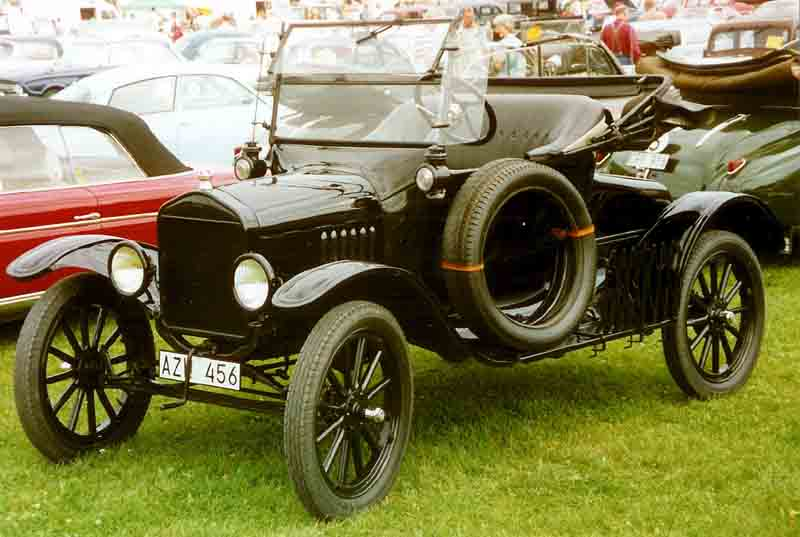
Runabout de 1923 (modelo do início de 23)
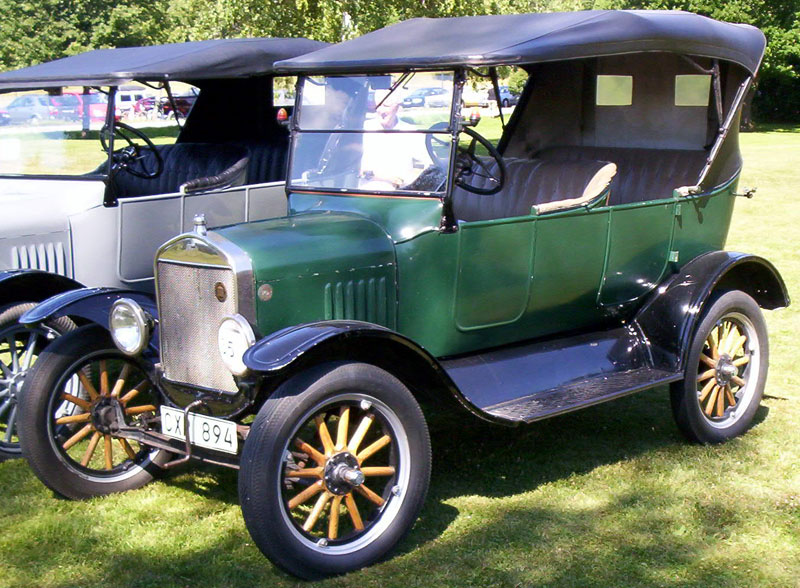
Touring de 1924 - com capô mais alto e painel ligeiramente mais curto - os modelos do final de 1923 eram semelhantes
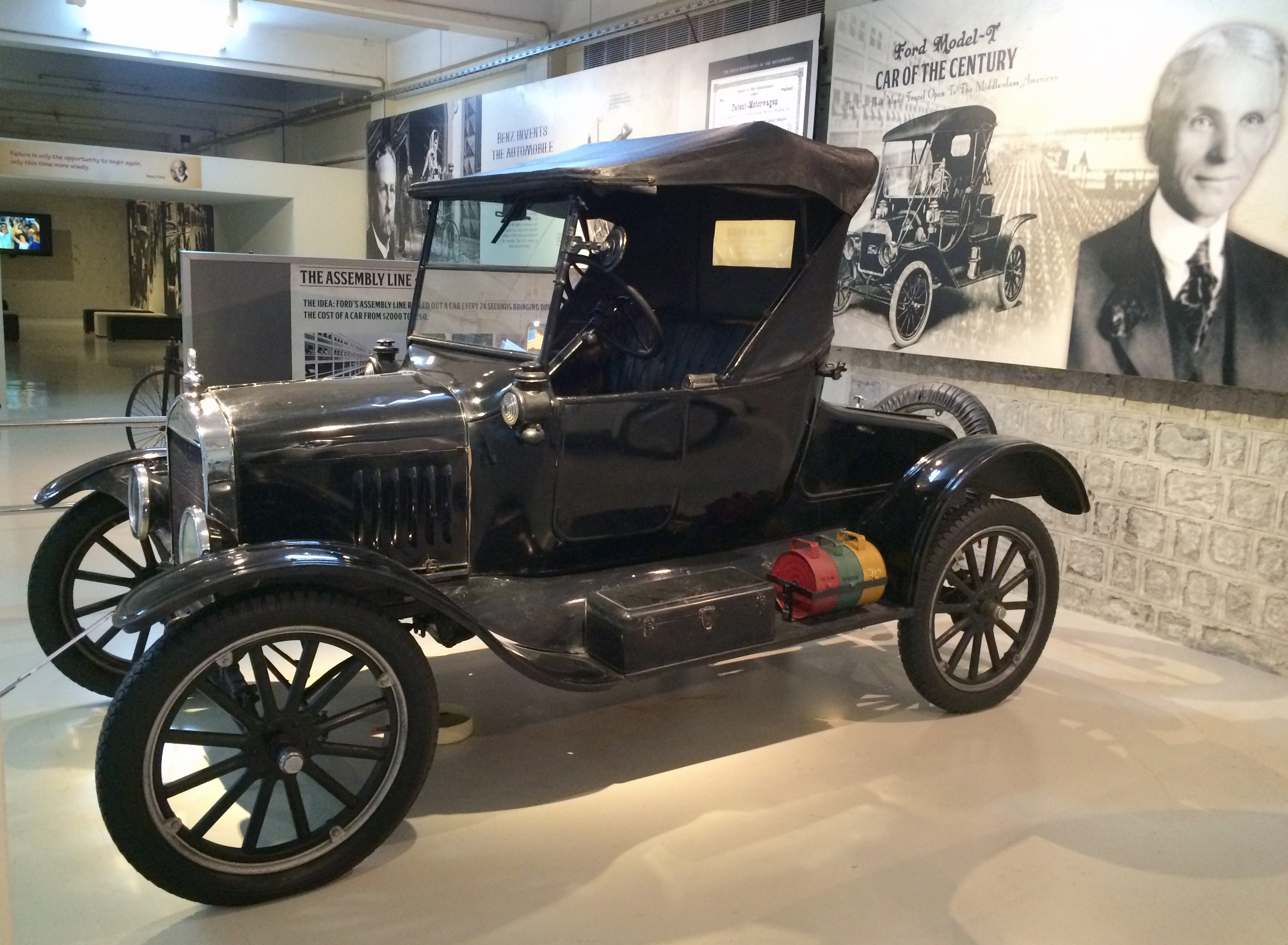
1924–1925 Runabout
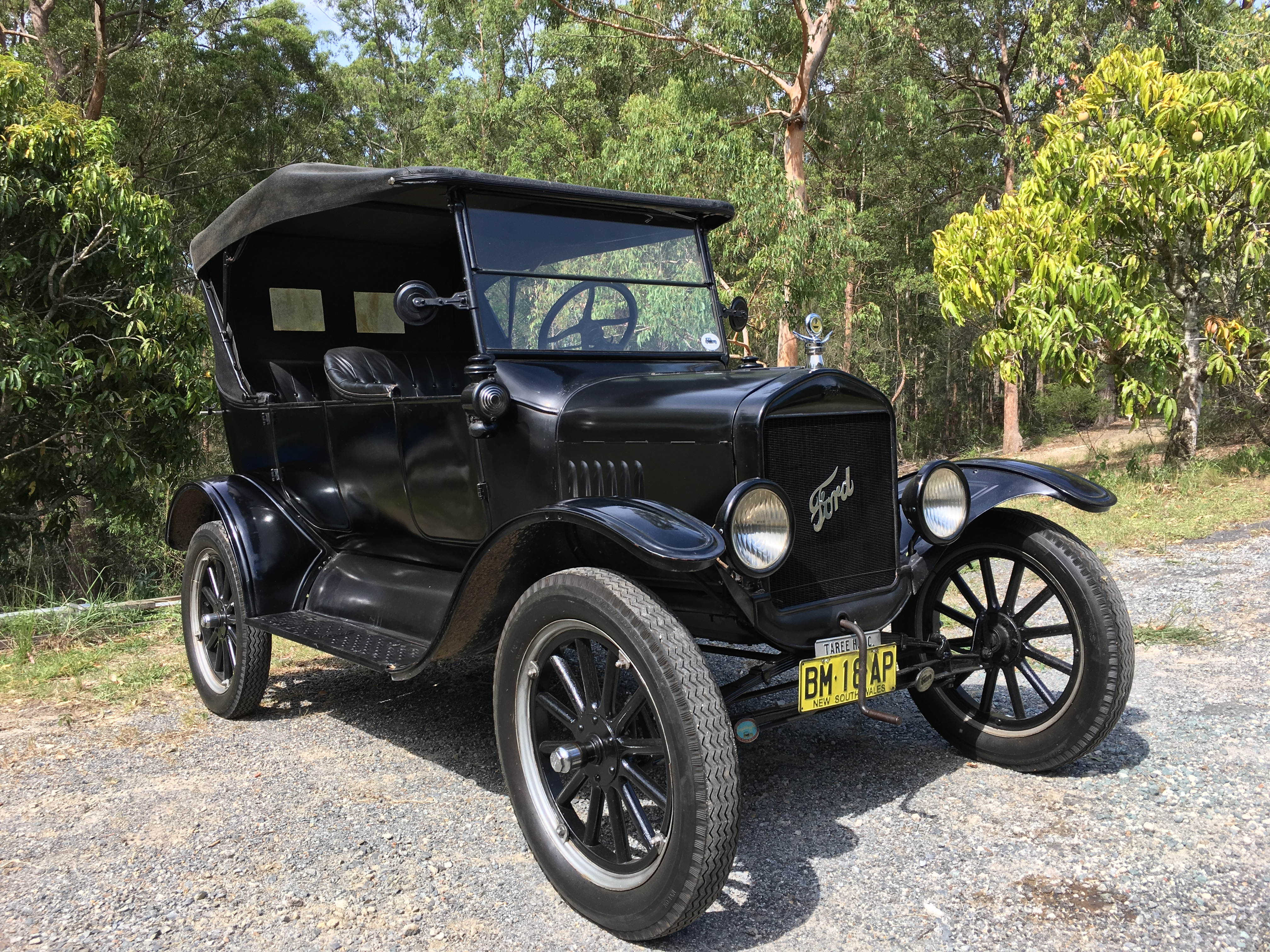
Touring de 1925 - com os pneus balão e aros bipartidos, opcionais da época.
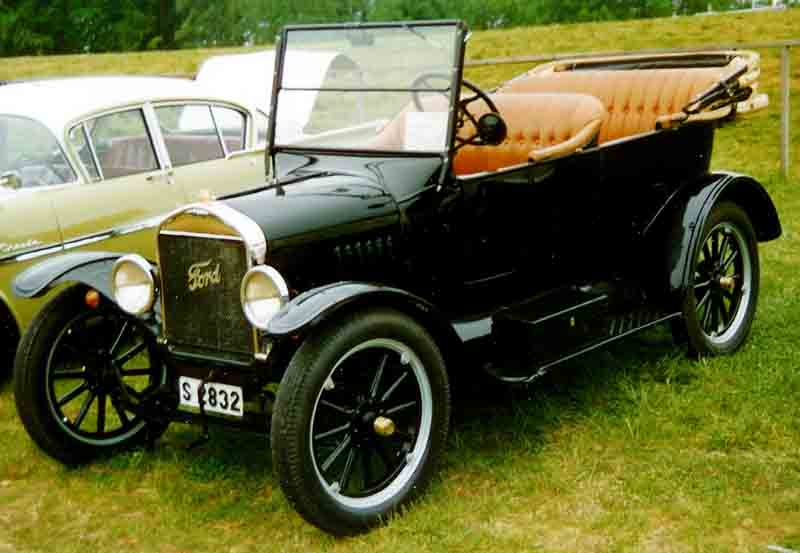
1925 touring
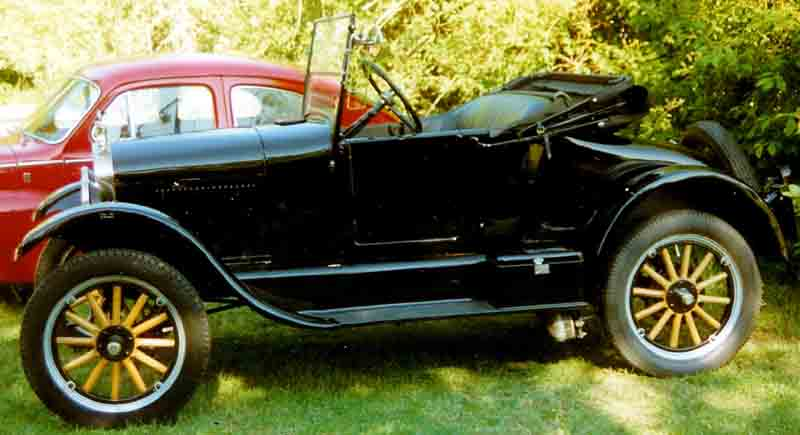
1926 Runabout – com capô mais alto e painel de capota mais longo
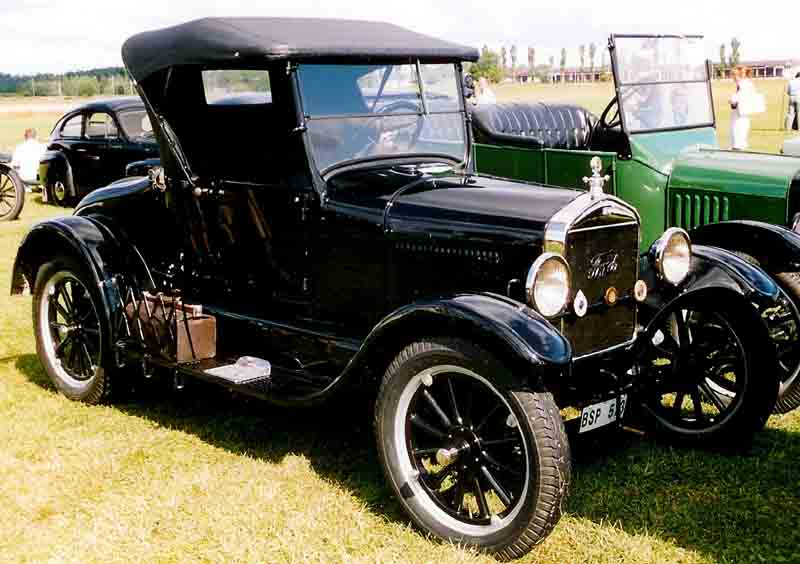
1927 Runabout
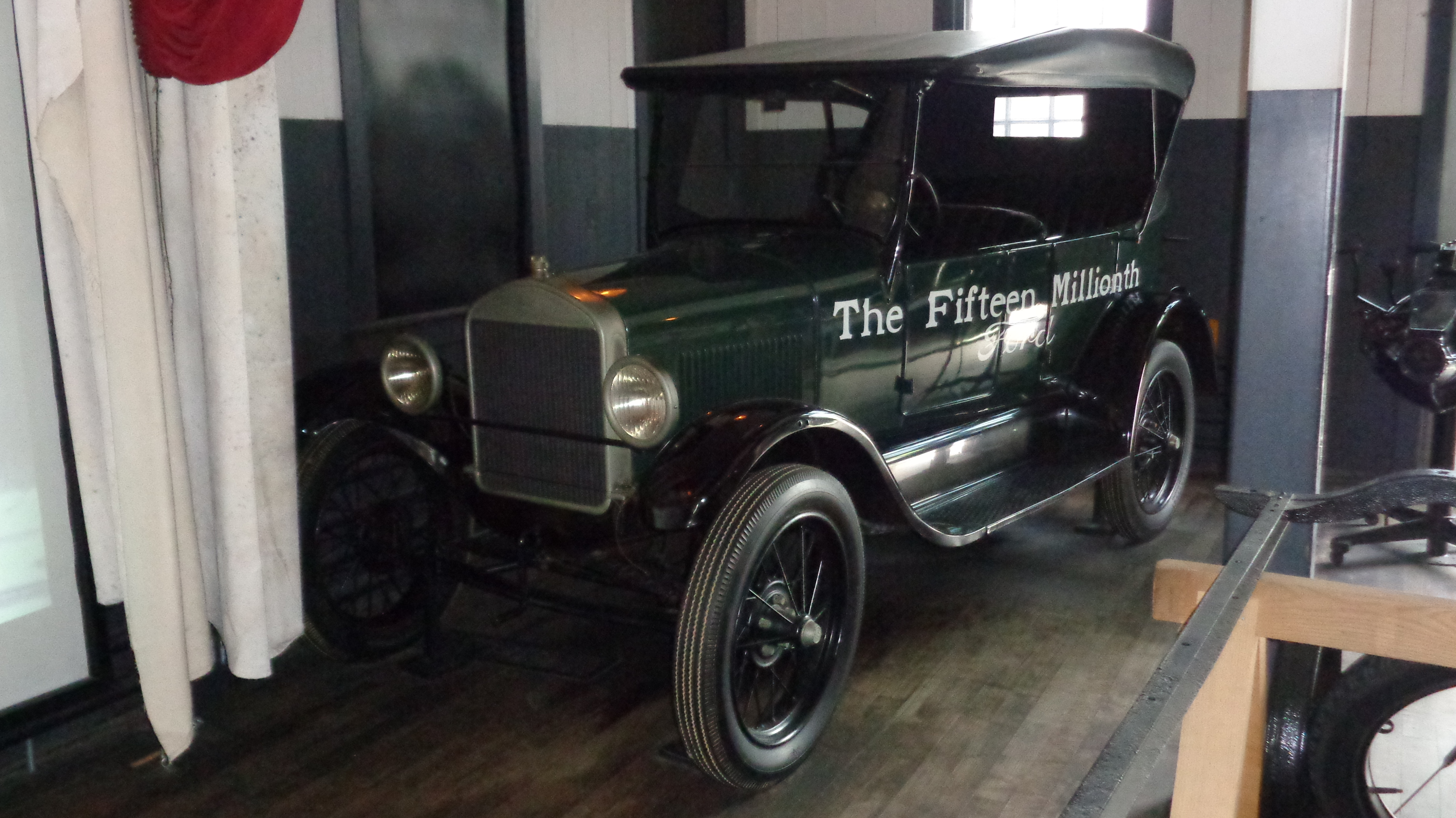
1927 touring – último Ford Modelo T construído na fábrica da Ford em Highland Park
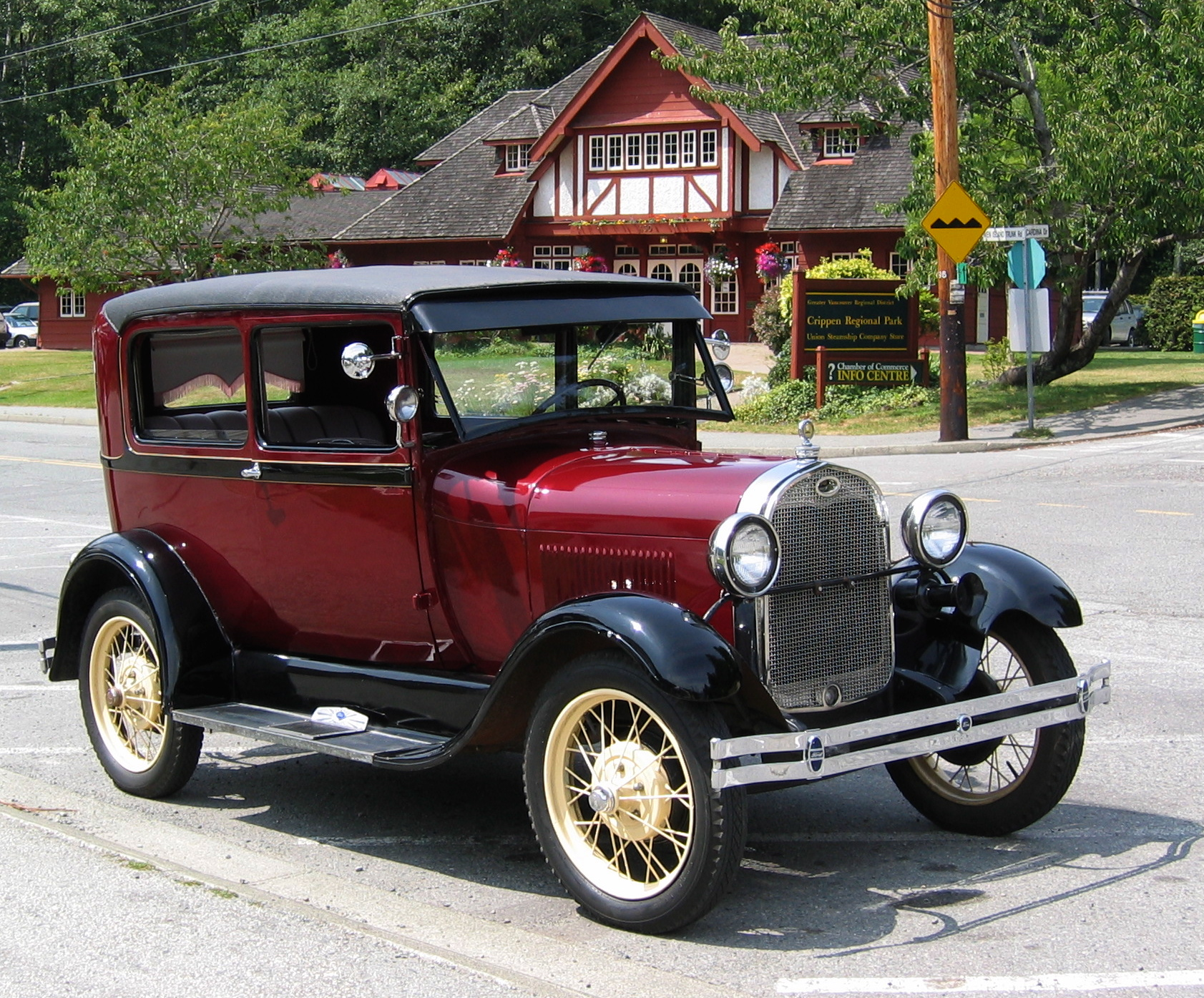
Sedan Ford Modelo A Tudor 1928 - mostrado para comparação, com corpo mais largo e portas curvas